# Coelotes xinjiangensis
Coelotes xinjiangensis är en spindelart som beskrevs av Hu 1992. Coelotes xinjiangensis ingår i släktet Coelotes och familjen mörkerspindlar. Inga underarter finns listade i Catalogue of Life.